# Disàrtria
La disàrtria (del grec dis, "malfunció"; i artros, "articulació") comprèn un grup d'alteracions de la parla d'origen neurològic. Comprèn les alteracions motores d'un o més dels mecanismes de la respiració, la fonació, l'articulació, la ressonància i la prosòdia. La disàrtria comporta una alteració en l'articulació de les paraules. S'atribueix a una lesió del sistema nerviós central i perifèric. Es distingeix d'una afàsia motora en què no és un trastorn del llenguatge, sinó de la parla; és a dir, el pacient manifesta dificultats associades amb l'articulació de fonemes.

## Classificació
- Disàrtria bulbar: Causada per una lesió en el bulb raquidi, afecta els nuclis de l'aparell oro-linguo-faringi.

- Disàrtria pseudobulbar: La lesió es localitza en les vies corticobulbars, que uneixen l'escorça cerebral, que envia els estímuls voluntaris, amb els centres del bulb raquidi. Pot ser causat per infarts llacunars o a malalties com l'esclerosi lateral amiotròfica (ELA).

- Disàrtria cerebel·losa: És causada per l'afectació del cerebel, òrgan important en la coordinació del moviment corporal. En aquest cas es dona un parla escandida.

- Disàrtria parkinsoniana: La que es dona en el context d'una Malaltia de Parkinson o en altres síndromes parkinsonianes

## Etiologia
Hi ha moltes causes potencials de disàrtria. Pot ser el resultat d'un dany cerebral a causa d'una lesió cerebral, un tumor cerebral, la demència, l'esclerosi múltiple, la malaltia de Parkinson i l'accident cerebrovascular.
També pot ser causada per danys en els nervis dels músculs implicats en la parla, com un traumatisme facial o cervical, o cirurgies per tractar el càncer de cap i coll. Certes malalties neuromusculars poden provocar disàrtria, com la paràlisi cerebral, la distròfia muscular, la miastènia greu o l'esclerosi lateral amiotròfica (ELA).
S'ha documentat l'associació de la disàrtria amb la malaltia celíaca o la sensibilitat al gluten no celíaca no diagnosticades i la millorança amb la retirada del gluten de la dieta. Els símptomes neurològics poden ser l'única manifestació de la sensibilitat al gluten, en absència de símptomes digestius o d'un altre tipus.
Altres causes de disàrtria poden ser la intoxicació amb alcohol, les pròtesis dentals mal ajustades o els efectes secundaris de certs medicaments, com a narcòtics, fenitoïna o carbamazepina.

## Quadre clínic
L'afectat per disàrtria pot produir sons inexistents en la seva llengua habitual ja que no articula correctament. Entre els símptomes que presenta destaca: emissions més automàtiques, context conversacional, veu forçada, respiració irregular i poc coordinada, articulació de les paraules defectuosa, ritme lent, i alteració del to i volum del parla.

## Diagnòstic diferencial
El diagnòstic diferencial s'ha de fer, entre d'altres, amb les següents alteracions: apràxia verbal, afàsia motriu i dislàlia.

## Tractament
En la rehabilitació ha de participar un equip multidisciplinari compost, almenys, per: neuròleg, logopeda, fisioterapeuta, fonoaudiòleg, terapeuta ocupacional.